# Oklahoma City (Schiff)
Die USS Oklahoma City (CL-91/CLG-5/CG-5) war ein Leichter Kreuzer der Cleveland-Klasse, der 1944 in Dienst gestellt wurde. In seinen ersten beiden Dienstjahren nahm das Schiff an Einsätzen im Pazifikkrieg teil, ging jedoch nach Kriegsende und den Etatkürzungen der United States Navy 1947 in die Reserveflotte über, wo sie fast zehn Jahre inaktiv blieb.
1958 wurde die Oklahoma City zusammen mit drei weiteren Einheiten der Cleveland-Klasse zum Lenkwaffenkreuzer umgebaut und 1960 als Galveston-Klasse wieder in Dienst gestellt. Das Schiff blieb als letzte dieser Einheiten noch bis 1979 im aktiven Einsatz und wechselte anschließend zur Reserveflotte von Suisun Bay, wo sie fast zwanzig Jahre verblieb. Ab Februar 1999 wurde die Oklahoma City als Zielschiff für Schießübungen genutzt und am 26. März 1999 durch einen Torpedo des taiwanesischen Unterseebootes Lee Chun versenkt.

## Technik
Die Oklahoma City gehörte der Cleveland-Klasse an, von der 36 Einheiten geplant, jedoch nur 27 wirklich in Dienst gestellt wurden. Das Schiff besaß eine Länge von 185,95 Meter und eine Breite von 20,22 Meter bei einer Verdrängung von 11.932 Tonnen. Der Antrieb der Oklahoma City bestand aus vier Propellern, die von insgesamt vier Dampfturbinen und vier Dampfkesseln angetrieben wurden und so eine Leistung von bis zu 75.000 kW erbrachten. Die Höchstgeschwindigkeit des Kreuzers lag dadurch bei 32,5 Knoten.
Die Hauptartillerie der Oklahoma City bestand aus vier Drillingstürmen vom Kaliber 152 mm. Zudem verfügte sie über sechs Doppeltürme mit einem Kaliber von 127 mm sowie 40-mm-Bofors-Geschütze und 20-mm-Oerlikon-Kanonen zur Luftabwehr. Das Schiff konnte bis zu vier Wasserflugzeuge mit sich führen und verfügte über zwei Flugzeugkatapulte am Heck.
Nach dem Umbau der Oklahoma City zum Lenkwaffenkreuzer wurden drei der vier Drillingstürme ausgebaut, um Platz für vergrößerte Brückenaufbauten sowie RIM-8 Talos-Flugabwehrraketen zu schaffen. Ab 1968 führte das Schiff einen Mehrzweckhubschrauber vom Typ Kaman H-2 mit sich, ab 1975 anstelle dessen einen Sikorsky SH-3 Sea King.

## Geschichte

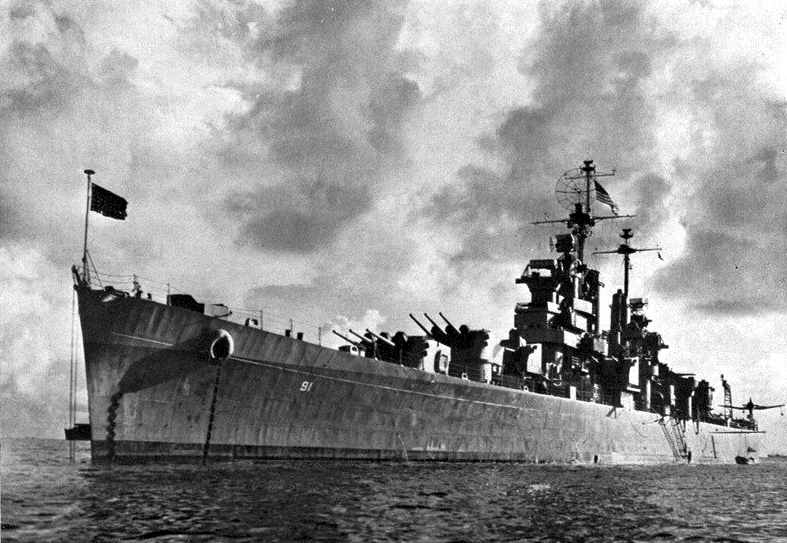
Ursprüngliches Aussehen der Oklahoma City, 1945

Die Oklahoma City wurde am 8. Dezember 1942 in der Werft von William Cramp and Sons in Philadelphia auf Kiel gelegt und lief am 20. Februar 1944 vom Stapel. Taufpatin des Schiffes war die Witwe des aus Oklahoma City stammenden Bürgervorstehers Anton H. Classen (1861–1922). Die Oklahoma City war das erste nach dieser Stadt benannte Schiff in der United States Navy. Am 22. Dezember 1944 erfolgte die Indienststellung unter dem Kommando von Captain C. B. Hunt.
Nach Erprobungsfahrten traf das Schiff am 2. Mai 1945 in Pearl Harbor ein, ehe es am 22. Mai zum Atoll von Ulithi aufbrach. Dort traf die Oklahoma City auf die Fast Carrier Task Force. Den Juni und Juli 1945 verbrachte sie mit der Sicherung von Flugzeugträgern der United States Third Fleet. Anschließend wurde das Schiff für Patrouillenfahrten genutzt. Am 10. September lief es als Teil einer Besatzereinheit in die Bucht von Tokio ein.
Nach mehreren Monaten in Japan beendete die Oklahoma City am 30. Januar 1946 ihren Einsatz und kehrte am 14. Februar nach San Francisco zurück. Dort verblieb sie bis zum August 1946, ehe sie zur Mare Island Naval Shipyard verholt wurde. Das Schiff kam nicht wieder in Fahrt, sondern wechselte stattdessen im Juni 1947 zur Reserveflotte in San Francisco.
Die Oklahoma City verbrachte fast zehn Jahre in der Reserveflotte, ehe der Umbau des Schiffes zum Lenkwaffenkreuzers beschlossen wurde. Am 7. März 1957 traf die Oklahoma City in der Werft der Bethlehem Shipbuilding Corporation ein. Der Umbau des nun unter der Nummer CLG-5 registrierten Schiffes wurde am 31. August 1960 abgeschlossen. Die erneute Indienststellung fand am 7. September unter dem Kommando von Captain Ben W. Sarver in San Francisco statt. Die Oklahoma City gehörte nun mit ihren auf gleiche Weise umgebauten Schwesterschiffen Galveston und Little Rock der Untergruppe vom Typ Galveston-Klasse an.
Während einer seiner Probefahrten wurde das Schiff die erste Einheit der United States Pacific Fleet, die eine RIM-8 Talos erfolgreich abfeuerte. Nach diesen Probefahrten nahm die Oklahoma City an verschiedenen Übungseinsätzen teil und wurde zum Flaggschiff der United States Seventh Fleet. Im Dezember 1962 erhielt das Schiff in der Long Beach Naval Shipyard eine Generalüberholung.
Ab 1964 nahm die Oklahoma City an Übungen für den Einsatz im Vietnamkrieg teil. Im Juni 1965 wurde das Schiff an die Küste von Vietnam verlegt, wo es Feuerunterstützung leistete. In der Folgezeit verbrachte die Oklahoma City einen Großteil ihrer Zeit im Südchinesischen Meer und nahm an Einsätzen wie Operation Piranha oder Operation Double Eagle teil.
Nach einer weiteren Überholung nahm das Schiff ab Juli 1967 an Übungen in Südkalifornien teil. Seit Juli 1969 war es dem Kommando der Carrier Strike Group 11 unterstellt, stieß im August jedoch erneut als Flaggschiff zur Seventh Fleet und gab als solches Feuerunterstützung für Truppen in Südvietnam. Am 19. April 1972 wurde die Oklahoma City zum Angriffsziel einer vietnamesischen Mikojan-Gurewitsch MiG-17, die auf das Schiff zwei Bomben abwarf. Die Oklahoma City erlitt hierbei nur leichte Beschädigungen, der sie eskortierende Zerstörer USS Higbee wurde schwer an einem seiner Geschütze getroffen.
Zu den späteren Einsätzen des Schiffes gehörte die Beteiligung an der Operation Frequent Wind im April 1975. Anschließend erhielt die Oklahoma City eine Modernisierung, die ihr eine weitere Dienstzeit bis 1979 ermöglichte. Am 15. Dezember 1979 beendete das Schiff nach 45 Jahren seine aktive Laufbahn und wechselte zur Reserveflotte in der Suisun Bay. Dort verblieb die Oklahoma City fast zwanzig Jahre, ehe sie im Januar 1999 nach Pearl Harbor geschleppt wurde. Teile ihrer Ausstattung wurden dort für die als Museumsschiff ausgestellte Missouri von Bord geholt. Anschließend diente das ausgediente Schiff ab Februar 1999 als Übungsziel. Am 26. März 1999 wurde die Oklahoma City im Rahmen des multinationalen Seemanövers Tandem Thrust '99 südwestlich von Guam von Torpedos des taiwanischen Unterseebootes Lee Chun getroffen, die sie zum Auseinanderbrechen und Untergehen brachte.

## Ehrungen und Auszeichnungen
Die Oklahoma City war zum Zeitpunkt ihrer Ausmusterung die letzte aktive Einheit der ehemaligen Cleveland-Klasse und mit insgesamt 35 Jahren auch das mit der längsten Dienstzeit. Für ihre Verdienste im Vietnamkrieg erhielt die Oklahoma City insgesamt 13 Service Stars. Weitere Auszeichnungen die das Schiff in seiner langen Dienstzeit erhielt waren:

### Zweiter Weltkrieg
- American Campaign Medal
- Asiatic-Pacific Campaign Medal
- World War II Victory Medal
- Navy Occupation Service Medal

### Vietnamkrieg
- Navy Unit Commendation
- National Defense Service Medal
- Vietnam Service Medal
- Humanitarian Service Medal

Zwei 2006 und 2008 angebrachte Tafeln im National Museum of the Pacific War in Fredericksburg (Texas) erinnern an die Kriegseinsätze der Oklahoma City.